# Ceratoporthe
Ceratoporthe es un género de hongos en la familia Melanconidaceae.